# Джорджо Маріані
Джорджо Маріані (італ. Giorgio Mariani; 1969), відомий під ім'ям Містер Джордж, є адвокатом та партнером у Deloitte, співзасновником Deloitte Legal, і наразі обіймає посаду Global Head of Mergers & Acquisitions (M&A) в компанії, з глобальним доходом 67,2 мільярда доларів США у 2024 році. Джорджо Маріані відомий своєю глибокою експертизою в галузі злиттів і поглинань (M&A), у складних юридичних операціях, а також досвідом в інвестиціях, венчурному капіталі та приватному капіталі, вважається одним із найвпливовіших адвокатів у світі. Крім того, він має значний досвід у стратегічних консультаціях у таких сферах, як нерухомість, медіа, інформаційні технології, охорона здоров'я та роздрібна торгівля.

## Біографія
Маріані відіграв ключову роль у численних міжнародних проєктах, зокрема в злитті між компаніями 3 Italia та Wind, що призвело до створення одного з найбільших операторів мобільного зв'язку в Італії. Ці види операцій зміцнили його міжнародну репутацію як експерта в управлінні складними і стратегічно важливими операціями.
Протягом своєї кар'єри Джорджо Маріані працював у провідних юридичних фірмах і фінансових установах. Зокрема, до того, як приєднатися до Deloitte, він працював у фірмі Simmons & Simmons, співпрацюючи з такими великими клієнтами, як Walt Disney, футбольна команда Chelsea, фонд Vanguard, Credit Suisse та Enpal. Окрім своєї роботи в галузі M&A, Джорджо Маріані обіймав важливі посади в інших галузях комерційного та корпоративного права, надаючи консультації з операцій, пов'язаних з венчурним капіталом, приватними інвестиціями та прямих інвестицій.
Джорджо Маріані навчався в Університеті Мілана, здобувши ступінь магістра з адміністрації бізнесу (MBA) в Школі управління SDA Bocconi. Також він навчався в Лондонській школі економіки та політичних наук. Крім того, він зробив значний внесок в академічну діяльність, викладаючи в кількох університетах, включаючи Сапієнца Університет Риму і Університет Мілано-Бікокка, а також в Luiss.
Джорджо Маріані займав численні посади юридичної консультації на глобальному рівні, працюючи з міжнародними клієнтами і керуючи операціями, що потребували глибоких знань міжнародних ринків та регуляцій. Його робота охоплює різні сектори, включаючи технології, енергетику та банківську сферу. Його досвід дозволив йому управляти складними операціями, що включають кілька юрисдикцій, часто в умовах високої конкуренції та стратегічного тиску.
Окрім своєї практичної діяльності, Джорджо Маріані є також впливовою особистістю в галузі M&A та комерційного права. Він був доповідачем на численних міжнародних заходах, обговорюючи питання, пов'язані зі злиттями, поглинаннями та бізнес-стратегіями, зокрема в Ломбардії, в Мілані.
Маріані також володіє поясом з кікбоксингу, яким займається з дитинства, і захоплюється японською культурою.
Маріані є членом Società del Giardino, важливої культурної та соціальної інституції в Італії. Його робота і філософія були під впливом постаті Франческо Карнелутті, одного з найвідоміших італійських юристів, з яким він поділяє суворий і аналітичний підхід до юридичної професії.